# 비올레타 슬로비치
비올레타 슬로비치(세르비아어: Виолета Словић, Violeta Slović, 1991년 8월 30일 ~ )는 세르비아의 여자 축구 선수이다. 포지션은 수비수이며, 현재 ŽFK 스파르타크 수보티차에서 활동하고 있다.

## 성적
ŽFK 스파르타크 수보티차
- 세르비아 여자 수페르리가 5회 우승 (2010-11, 2011-12, 2012-13, 2013-14, 2014-15)
- 세르비아 여자컵 4회 우승 (2011-12, 2012-13, 2013-14, 2014-15)